# Nebelnacht
Nebelnacht ist ein deutscher Kriminalfilm der DEFA von Helmut Nitzschke aus dem Jahr 1969.

## Handlung
Auf nächtlicher Straße wird Motorradfahrer Peter Burgwedel von einem weißen Wartburg von der Straße abgedrängt, er stürzt einen Abhang hinunter und stirbt noch am Unfallort. Die Polizisten Oberleutnant Kreutzer und Unterleutnant Arnold nehmen die Ermittlungen auf. Peter hatte für den Kauf des Wartburg mehrere Tausend Mark aus einer Geldkassette in seinem Zimmer genommen und dafür in die Kassette eine Quittung gelegt. Als Kreutzer die Quittung sehen will, stellt sich heraus, dass die Kassette gestohlen wurde. In Peters Zimmer findet sich auch die Annonce, mit der der Verkauf des Wartburg angezeigt wurde. Kreutzer und Arnold begeben sich zur Adresse des Inserenten. Dr. Nikolai, Chefarzt einer Klinik, ist überrascht, sie zu sehen, da er nie eine Annonce zum Wagenverkauf in eine Zeitung gesetzt habe. Seine Unterschrift auf dem Annoncenbogen wurde gefälscht, er selbst hatte zum Tatzeitpunkt Dienst. Dennoch war sein Wagen am Unfall beteiligt, so stellt sich heraus. Das zerstörte Blinklicht und die Schramme am Wagen hat Nikolai jedoch für einen Parkunfall gehalten und sofort durch den fahrenden Seemann und Mechaniker Karl Svenson reparieren lassen. Er braucht den Wagen regelmäßig während der Arbeit.
Obwohl Nikolai ein Alibi hat, verhält er sich merkwürdig und bald wird klar warum. Er hat im gleichen Ort, in dem Peter lebte, in Katja Alverdes eine deutlich jüngere Freundin. Er will verhindern, dass die Beziehung öffentlich wird, um Klatsch zu vermeiden. Katja wiederum war früher mit Peter zusammen, hat sich von ihm jedoch vor der Beziehung mit Nikolai getrennt. Nikolai und Peter haben sich erst am Vortag von Peters Tod zum ersten Mal gesehen. Nikolai wird unterdessen von einem anonymen Anrufer bedroht. Durch verschiedene Zufälle muss Nikolai zudem glauben, dass entweder Katja oder sein Sohn Dieter in den Mord verwickelt sind. Bald stellt sich heraus, dass die Täter Trickbetrüger sind, so hat auch das Ehepaar Kranepuhl eine Anzahlung auf den Wagen geleistet. Sie erhielten von den Betrügern einen Umschlag, auf den mit einer elektrischen Schreibmaschine die Adresse Nikolais aufgeschrieben wurde. Die Schreibmaschine kann über eine Schreibprobe als eine vor einiger Zeit gestohlene Maschine identifiziert werden. Damals stand der junge Werner Findeisen unter Verdacht. Werner gibt angesichts der möglichen Verwicklung in einen Mord zu, die Schreibmaschine mit anderen Dingen gestohlen zu haben. Er hatte sie damals in seiner Kajüte versteckt, doch wurde sie ihm schon nach kurzer Zeit selbst entwendet. Er vermutet einen Kollegen hinter dem Raub, da sein Hund damals nicht angeschlagen hat. Tatsächlich stellt sich heraus, dass der vorbestrafte Bruno Hecht, Sohn des Werkstattleiters Herrmann, für den auch Karl Svenson arbeitet, die Schreibmaschine gestohlen hatte. Er wollte seinen Kollegen etwas beweisen und macht deutlich, dass er auch an der Betrugsmasche um Autos auf Anzahlung mitmacht, allerdings nur, weil er erpresst wurde.
Die Polizisten nehmen Bruno fest und finden in dessen Kajüte Karl Svenson vor, der Brunos Sachen packt und mit einem Tuch sämtliche Fingerabdrücke von den Gerätschaften entfernt. Kreutzer zwingt ihn, ein Tonbandgerät abzuspielen, das er in der Hand hält. Vom Band tönt der Spruch, mit dem der anonyme Anrufer einst Nikolai Angst einjagen wollte – Svensons Stimme. Svenson wird ebenfalls verhaftet und stellt sich als Haupttäter heraus. Peter kannte Nikolai vom ersten Treffen am Vortag. Er traf Svenson zufällig am Wartburg von Nikolai, als der gerade mit Bruno ein neues Betrugsmanöver starten wollte und sprach ihn an, da ihm der Wagen offensichtlich doch nicht gehörte. Obwohl Svenson meinte, er verkaufe in Nikolais Auftrag, wollte Peter nun vom Kauf zurücktreten und sein Geld wiederhaben. Svenson stimmte zu, die Quittung für die getätigte Anzahlung jedoch lag noch in Peters Zimmer und so fuhr Peter mit dem Wartburg hinter sich nach Hause. Da Svenson befürchtete, Peter würde ihn anzeigen, nutzte er die Gelegenheit und drängte Peter an einer steilen Kurve von der Fahrbahn ab. Bruno saß mit im Wagen und wurde von Svenson mit dem Tode bedroht, sollte er auspacken. Gemeinsam fuhren sie anschließend zu Peters Wohnung und stahlen die Kassette mit der Quittung. Bruno wiederum beteiligte sich nur an den Betrügereien, da Svenson ihn wegen der gestohlenen Schreibmaschine unter Druck setzte. Svenson wiederum lenkte den Verdacht auf Nikolai, da er hoffte, dass der sensible Arzt sich am Ende etwas antun und so ein indirektes Schuldeingeständnis abgeben würde.

## Produktion
Nebelnacht beruht auf dem gleichnamigen Kriminalroman von Heiner Rank, der auch am Drehbuch beteiligt war. Es war das Regiedebüt von Helmut Nitzschke und eine der ersten größeren Filmrollen für Sabine Krug (im Film Kranepuhls Ehefrau), die im Sommer 1969 tödlich verunglückte.
Der Film erlebte am 12. Juni 1969 in Karl-Marx-Stadt seine Premiere und kam am 4. Juli 1969 in die Kinos der DDR. Am 28. November 1970 lief er erstmals auf DFF 1 im Fernsehen der DDR.

## Kritik
Renate Holland-Moritz nannte die Handlung „von A bis Z unglaubwürdig, weil unmotiviert, auf der Leinwand agieren keine Charaktere, sondern Schemen“.
Frank-Burkhard Habel konstatierte, dass der Zuschauer beim Film „zum Mitkombinieren aufgefordert [war], was wegen der Unübersichtlichkeit der Handlung nicht leicht, wenn nicht unmöglich war.“
„Dramaturgisch konfus, psychologisch verkrampft, in der Schauspielerführung mangelhaft“, befand der film-dienst.